# Тихањ
Тихањ је општина у Мађарској који се налази на северној обали језера Балатон у жупанију Веспрем. Тихањ је популарна туристичка дестинација са богатом културном наслеђу. Оснивачки диплому манастира Тихањ садржи први писани сећање на мађарском језику.
Тихањ налази се на полуострву Тихањ.

## Градови побратими
- Дајдесхајм
- Свети-Флоран-ле-Вијел
- Одорхеју Секујеск